# Handball-Bayernliga 2020/21
Die Handball-Bayernliga 2020/21 wurde unter dem Dach des „Bayerischen Handballverbandes“ (BHV) organisiert, sie ist die höchste Spielklasse des Landesverbandes Bayern und wird hinter der 3. Liga als vierthöchste Spielklasse im deutschen Ligensystem eingestuft.

## Saisonverlauf
Saison wurde wegen COVID-19-Pandemie nach dem zweiten Spieltag abgebrochen.
Der Spielbetrieb wurde auch nicht mehr aufgenommen, was zur Folge hatte, dass es in der Saison keine Absteiger gab.
Bei angesetzten Relegationsspielen um den Aufstieg in die 3. Liga konnte sich der HSC 2000 Coburg II gegen den SV Anzing sowie DJK Waldbüttelbrunn durchsetzen und war damit für die Folgesaison als Drittligist qualifiziert. Bei den Frauen konnte der HC Erlangen die Oberhand behalten und sicherte sich ebenfalls die Drittligaqualifikation gegen die Mannschaften des HSV Bergtheim und TSV EBE Forst United.

### Modus
Im Verlaufe der Saison sollten die 14 Mannschaften der Bayernliga jeweils in Hin- und Rückspiel gegeneinander antreten. Nach Abschluss der daraus resultierenden 26 Spieltage wär der Staffelerste in die 3. Liga aufgestiegen, während je nach Anzahl der Absteiger aus der 3. Liga die letztplatzierten zwei bis fünf Mannschaften in die beiden Staffeln der Landesliga abgestiegen wären.
Bei den Frauen gab es zwei getrennte Staffeln mit insgesamt 17 Vereinen. Dort traten 8 Teams in der Staffel Nord der Bayernliga und 9 Teams in der Staffel Süd an.

## Teilnehmer
Nicht mehr dabei waren die Auf- und der Absteiger aus der Vorsaison. Neu hinzu kamen die Aufsteiger (N) aus den Landesligen.

### Mannschaften Männer
  HSC 2000 Coburg II
- Eichenauer SV (N)
- HT München
- ASV Cham (N)
- SG Regensburg
- DJK Waldbüttelbrunn
- SV Anzing
- SG DJK Rimpar II
- TG Landshut
- TSV Friedberg
- TSV Lohr
- TuS Fürstenfeldbruck II
- TSV Haunstetten (N)
- TV 1861 Erlangen-Bruck
- TSV Roßtal (N)

(N) = neu in der Liga

 Aufsteiger in die 3. Liga 2021/22
- Für die Bayernliga 2021/22 qualifiziert

### Mannschaften Frauen Staffel Nord
  HC Erlangen
- HaSpo Bayreuth
- HBC Nürnberg (N)
- HG Zirndorf
- HSV Bergtheim
- MTV Stadeln
- TSV Winkelhaid

 HSG Fichtelgebirge (R)
(N) = neu in der Liga (R) = Rückzug

 Aufsteiger in die 3. Liga 2021/22

- Für die Bayernliga 2021/22 qualifiziert

### Mannschaften Frauen Staffel Süd
- ESV 1927 Regensburg II (N)
- HSG Freising-Neufahrn
- VfL Günzburg
- HT München (N)
- SG Mintraching/Neutraubling
- TSV Haunstetten II
- SV München-Laim (N)
- TSV EBE Forst United
- TSV Ismaning

(N) = neu in der Liga
- Für die Bayernliga 2021/22 qualifiziert